# 崔嘏
崔嘏（?—?），字乾锡，唐朝官员。
崔嘏举进士，以制策授为邢州刺史。劉從諫的侄子刘稹叛唐，派刘从谏妻弟裴问戍守邢州，裴问有募兵五百，号夜飞将。会昌四年（844年）闰七月，崔嘏劝他听命朝廷，联合成德节度使进攻刘稹。崔嘏改任考功郎中、中书舍人。唐宣宗即位，李德裕被贬谪，崔嘏草制不能尽书李德裕之过。官吏指使他诬告李德裕，虽拷打痛楚，终是不从，于是贬为端州刺史，在岭外去世。崔嘏有《制诰集》十卷。